# Клетка Кахаля — Ретциуса

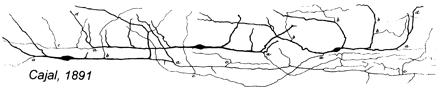
Клетка Кахаля — Ретциуса, зарисованная Рамон-и-Кахалем в 1891 году.

Клетки Кахаля — Ретциуса (англ. Cajal–Retzius cells) — рано образующиеся нейроны, которые заселяют маргинальную зону коры мозга. Впервые описанные шведским учёным Густавом Ретциусоми испанским нейрогистологом Сантьяго Рамон-и-Кахалем, эти клетки синтезируют и секретируют гликопротеин рилин. Рилин крайне важен для правильной миграции кортикальных нейронов. Показано, что рилин скапливается в аксональном сплетении клеток в «аксональных рилиновых резервуарах».